# セロニア語

1200年頃のバルト系民族の分布

セロニア語（セロニアご）は15世紀までラトビア南東部からリトアニア北東部のセロニアに住んでいたセロニア人によって話されていたインド・ヨーロッパ語族バルト語派に属する言語。

## 歴史
13世紀から15世紀にセロニア人はリトアニア人に吸収され、自らの言語(セロニア語)を喪失した。
セロニア語の跡はセロニア人が暮らしていた場所、特にラトビア語のセロニア方言と呼ばれるもののアクセントや音韻から見つけることができる。また、リトアニア語の一種アウクシュタイティヤ方言（Aukštaitian; リトアニア語: Aukštaičių tarmė）の北東部の方言にも痕跡がみられる。

## 分類
セロニア語はバルト祖語の*an, *en, *in, *unの音をリトアニア語のように残していると考えられている。しかし、ラトビア語のようにバルト祖語の[*kʲ], [*ɡʲ]の音はc, dzに変化し、バルト祖語の*š, *žはs, zに変化した。